# Abraxas germana
Abraxas germana là một loài bướm đêm trong họ Geometridae.